# Classe C (croiseur)
Pour les autres classes de navires du même nom, voir Classe C.
La classe C était une classe de 28 croiseurs légers de la Royal Navy construits durant la Première Guerre mondiale.

## Conception
Sept groupes distincts ont été construits:
- la classe Caroline[1] (1914-1915, 6 navires) : 
  - Caroline, Carysfort, Cleopatra, Comus, Conquest et  Cordelia
- la classe Calliope[2] (1915, 2 navires): 
  - Calliope et Champion
- la classe Cambrian[3] (1915-1916, 4 navires) : 
  - Cambrian, Canterbury, Castor et Constance
- la classe Centaur[4] (1916, 2 navires) : 
  - Centaur et Concord
- la classe Caledon[5] (1917, 4 navires) : 
  - Caledon, Calypso, Cassandra et Caradoc
- la classe Ceres[6] (1917-1918, 5 navires) : 
  - Cardiff, Ceres, Coventry, Curacoa et Curlew
- la classe Carlisle[7] (1918-1922, 5 navires) : 
  - Cairo, Calcutta, Capetown, Carlisle et Colombo

## Sources et références
- (en) Cet article est partiellement ou en totalité issu de l’article de Wikipédia en anglais intitulé « C-class cruiser » (voir la liste des auteurs).

1. ↑  Caroline (site Navypedia)
2. ↑  Calliope (site navypedia
3. ↑  Cambrian (site Navypedia)
4. ↑  Centaur (site Navypedia)
5. ↑  Caledon (site Navypedia)
6. ↑  Ceres (site Navypedia)
7. ↑  Carliste(site Navypedia)